# Majapura
Majapura is een bestuurslaag in het regentschap Purbalingga van de provincie Midden-Java, Indonesië. Majapura telt 4323 inwoners (volkstelling 2010).